# Margrethe Munthe

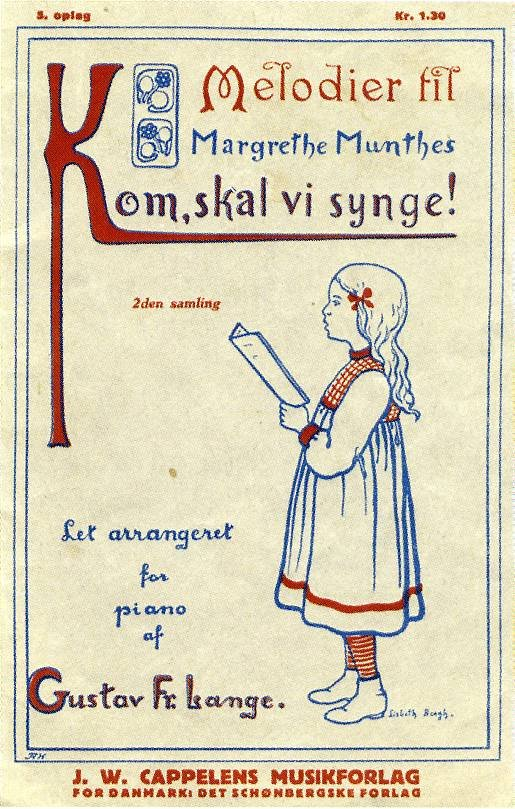
Omslaget till 5:e upplagan av "Kom skal vi synge", Cappelen 1909

Margrethe Aabel Munthe, född 27 maj 1860 i Elverum, död 20 januari 1931 i Oslo, var en norsk författare.
Margrethe Munthe var dotter till distriktsläkaren Christian Pavels Munthe och hade tolv syskon, bland andra målaren Gerhard Munthe. Kartografen Gerhard Munthe var hennes farbror. Hon växte upp i Elverum och flyttade till Kristiania för att gå i Nissens flickskola. Hon studerade därefter på lärarskola och arbetade 1888–1920 som lärare i grundskolorna i Vaterland, Bolteløkka och Lilleborg i Oslo. Efter pensionering 1920 bodde hon under flera år i Italien. 
Hon gav ut ett flertal barnvisor, dels som separata utgåvor, dels i större samlingar, bland andra Kom skal vi synge (3 band, 1905–1917) och Saa leker vi litt! Sang- og gymnastikleker (1911), samt en sagokomedi, Aase fiskerpike (1912) och ett par barnkomedier.